# 1932 a sportban
1932 főbb sporteseményei a következők voltak:

## Események

### Határozott dátumú események
- február 4–13. – A III. téli olimpiai játékok Lake Placidben, 17 ország részvételével.
- július 30.–augusztus 14. – A X. nyári olimpiai játékok Los Angelesben, 40 ország részvételével.

### Határozatlan dátumú események
- az év folyamán – Az FTC nyeri az NB1-et. (Ez a klub 12. bajnoki címe.)

## Születések
- ? – Ramakant Achrekar, indiai krikett edző († 2019)
- ? – John Nallen, ír Gaelic futballjátékos († 2019)
- január 1. – Raymond Kaelbel, francia válogatott labdarúgó, edző († 2007)
- január 10. – Chen Fushou, indonéziai születésű, kínai tollaslabdázó († 2020)
- január 27. – Borisz Anfijanovics Sahlin, olimpiai, világ- és Európa-bajnok szovjet-ukrán tornász († 2008)
- február 5.
  - Antonio Colomban, olasz labdarúgó és edző († 2020)
  - Szató Hiroaki, japán válogatott labdarúgó, olimpikon († 1988)
- február 8. – Cliff Allison, brit autóversenyző, Formula–1-es pilóta († 2005)
- február 14. – Csermák József, olimpiai bajnok magyar kalapácsvető († 2001)
- február 16. – Denis Houf, belga válogatott labdarúgó-középpályás († 2012)
- február 20. – Elek Gyula, magyar kézilabdázó, az FTC női kézilabda szakosztályának edzője és sportvezetője († 2012)
- február 24. – Ian McNeill, skót labdarúgó, csatár, edző († 2017)
- február 29. – Toon Geurts, olimpiai ezüstérmes holland kajakozó († 2017)
- március 1. – Richard Boucher, francia válogatott labdarúgó, hátvéd, edző († 2017)
- március 3. – Fred Storey, világbajnok kanadai curlingjátékos († 2019)
- március 4. – Lamberto Giorgis, olasz labdarúgó, edző († 2019)
- március 5. – Karl Schmidt, nyugatnémet válogatott labdarúgó, hátvéd († 2018)
- március 22. – Peter Box, ausztrál futballjátékos († 2018)
- március 26. – Al Bianchi, amerikai kosárlabdázó, edző († 2019)
- április 3. – Bill Disney, olimpiai ezüstérmes amerikai gyorskorcsolyázó († 2009)
- április 6. – Magay Dániel, olimpiai és világbajnok magyar kardvívó, vegyészmérnök
- április 16. – Henk Schouten, holland válogatott labdarúgó, középpályás († 2018)
- április 24. – Gábor Tamás, olimpiai bajnok magyar vívó, sportvezető († 2007)
- április 25. – Lia Manoliu, olimpiai bajnok román diszkoszvető († 1998)
- május 3. – Odiszéasz Eszkidzóglu, olimpiai bajnok görög vitorlázó († 2018)
- május 6. – Bolvári Antal, olimpiai bajnok magyar vízilabdázó († 2019)
- május 10. – Michel Leblond,  francia válogatott labdarúgó († 2009)
- május 13. – Ireneusz Paliński, olimpiai, világ- és Európa-bajnok lengyel súlyemelő († 2006)
- május 15. – Brian Richardson, Ausztrál krikettjátékos († 2020)
- május 24. – Hönsch Irén, magyar sakkmester, háromszoros magyar női bajnok († 2021)
- május 26. – Delores Brumfield, amerikai női baseballjátékos († 2020)
- május 27. – José Varacka, argentin válogatott labdarúgó-középpályás, edző († 2018)
- május 29. – Delneky Gábor, olimpiai bajnok és világbajnoki ezüstérmes magyar vívó († 2008)
- május 31. – Hanno Selg, olimpiai ezüstérmes szovjet-észt öttusázó († 2019)
- június 7. – Ryszard Olszewski, lengyel válogatott kosárlabdázó, olimpikon († 2020)
- június 17. – Derek Ibbotson, olimpiai bronzérmes angol atléta, futó († 2017)
- június 22. – Salvador Farfán, mexikói válogatott labdarúgó, középpályás († 2023)
- június 23. – Koós László, magyar bajnok magyar labdarúgó, csatár, hátvéd († 2008)
- június 25. – Tim Parnell, brit autóversenyző, Formula–1-es pilóta († 2017)
- július 7. – Tom Nissalke, amerikai kosárlabdaedző († 2019)
- július 9. – Tex Clevenger, amerikai baseballjátékos († 2019)
- július 10. – Carlo Abate, olasz autóversenyző, Formula–1-es pilóta († 2019)
- július 13. – Antonio Roma, argentin válogatott labdarúgó, kapus († 2013)
- július 14. – Anatolij Konsztantyinovics Iszajev, olimpiai bajnok szovjet válogatott orosz labdarúgó, edző († 2016)
- július 17. – Johnny Kerr, NBA-bajnok amerikai kosárlabdázó, edző († 2009)
- július 29. – Jan Notermans, válogatott holland labdarúgó, fedezet, edző († 2017)
- július 30. – Henri Biancheri, francia válogatott labdarúgó († 2019)
- augusztus 2. – Leo Boivin, kanadai jégkorongozó, edző, Hockey Hall of Fame-tag († 2021)
- augusztus 6. – Rafajel Davidovics Gracs, olimpiai ezüstérmes szovjet gyorskorcsolyázó († 1982)
- augusztus 11. – Bilek István, nemzetközi sakknagymester, mesteredző, szakíró († 2010)
- augusztus 18. – Kausz István, olimpiai bajnok magyar vívó, öttusázó († 2020)
- augusztus 20. – Gene Schwinger, amerikai kosárlabdázó († 2020)
- augusztus 28. – Andy Bathgate, Stanley-kupa-győztes kanadai jégkorongozó, Hockey Hall of Fame-tag († 2016)
- szeptember 17. – Peter Kretzschmar, német kézilabdázó, edző († 2018)
- január 3. – Roger Bastié, francia rögbijátékos és edző († 2019)
- szeptember 22. – Ingemar Johansson, olimpiai ezüstérmes és világbajnok svéd ökölvívó († 2009)
- szeptember 27. – Geoff Bent, angol labdarúgó, a Manchester United FC csatára, egyike annak a nyolc játékosnak, akik a müncheni légikatasztrófában vesztették életüket († 1958)
- szeptember 30. – Johnny Podres, World Series bajnok amerikai baseballjátékos († 2008)
- október 1. – Manuel Busto, francia kerékpárversenyző († 2017)
- október 2. – Maury Wills, World Series bajnok amerikai baseballjátékos († 2022)
- október 10. – Bob McKinlay, skót labdarúgó († 2002)
- október 12. – Vitold Anatoljevics Krejer, olimpiai bronzérmes szovjet-orosz hármasugró († 2020)
- október 15. – Bert McCann, skót válogatott labdarúgó, csatár († 2017)
- október 16. – Francisco Palmeiro, portugál válogatott labdarúgó, csatár († 2017)
- október 22. – Tadeusz Kraus, csehszlovák válogatott cseh-lengyel labdarúgócsatár, edző († 2018)
- október 24. – Parti János, olimpiai bajnok kenus, edző († 1999)
- október 26. – Csordás Lajos olimpiai bajnok labdarúgó, edző († 1968)
- október 31. – Poul Pedersen, olimpiai ezüstérmes dán labdarúgó, csatár († 2016)
- november 3. – Guillaume Bieganski, francia válogatott labdarúgó († 2016)
- november 7. – Siegfried Herrmann, német hosszútávfutó († 2017)
- november 9. – Hank Burnine, NFL-bajnok amerikai amerikaifutball-játékos († 2020)
- november 12. – Nászer Givehcsi, olimpiai ezüstérmes iráni birkózó († 2017)
- november 15. – Jerry Unser Jr., amerikai autóversenyző († 1959)
- november 18. – Danny McDevitt, World Series bajnok amerikai baseballjátékos († 2010)
- november 24. – Juhász Katalin, olimpiai és világbajnok magyar tőrvívó
- november 25. – Milanovits Ilona, világbajnok magyar tornász († 1988)
- november 27. – John Oakeley, brit világbajnok vitorlázó, olimpikon, nemes († 2016)
- december 1.
  - Stéphane Bruey, francia válogatott labdarúgó († 2005)
  - Jean-Jacques Guyon, olimpiai bajnok francia lovas († 2017)
- december 5. – Jack Klotz, amerikai amerikaifutball-játékos († 2020)
- december 9. – Willy Schroeders, belga kerékpárversenyző († 2017)
- december 11. – Jim Tucker, NBA-bajnok amerikai kosárlabdázó († 2020)
- december 12. – Dalnoki Jenő, olimpiai bajnok labdarúgó († 2006)
- december 18. – Joseph Vliers, belga válogatott labdarúgócsatár, edző († 1995)

## Halálozások
| Halálozás      | Név                | Nemzetiség, sportág, eredmények                                         | Születés |
| -------------- | ------------------ | ----------------------------------------------------------------------- | -------- |
| január 1.      | Tom Parrott        | amerikai baseballjátékos                                                | 1868     |
| március 7.     | Herbert Lytle      | amerikai autóversenyző                                                  | 1874     |
| március 17.    | Georg Brustad      | olimpiai bronzérmes norvég tornász                                      | 1892     |
| március 19.    | Edward Barrett     | / olimpiai bajnok ír-brit kötélhúzó, olimpiai bronzérmes birkózó        | 1877     |
| április 2.     | John Morrill       | amerikai baseballjátékos és menedzser                                   | 1855     |
| április 10.    | Fred Pfeffer       | amerikai baseballjátékos és menedzser                                   | 1860     |
| május 15.      | Henri Baur         | olimpiai ezüstérmes osztrák birkózó, kötélhúzó, atléta                  | 1872     |
| június 19.     | Pretzels Getzien   | World Series bajnok amerikai baseballjátékos                            | 1864     |
| július 21.     | Bill Gleason       | amerikai baseballjátékos                                                | 1858     |
| augusztus 2.   | Dan Brouthers      | amerikai baseballjátékos, National Baseball Hall of Fame and Museum tag | 1858     |
| szeptember 9.  | Szokolyi Alajos    | olimpiai bronzérmes magyar atléta                                       | 1871     |
| szeptember 26. | Henry Gruber       | amerikai baseballjátékos                                                | 1863     |
| október 12.    | Joánisz Hríszafosz | olimpiai bronzérmes görög tornász                                       | 1873     |
| november 9.    | Bauer Rudolf       | olimpiai bajnok magyar diszkoszvető                                     | 1879     |
| december 27.   | Pop Schriver       | amerikai baseballjátékos                                                | 1865     |